# Cerkiew św. Mikołaja w Mawrowie
Cerkiew św. Mikołaja w Mawrowie (mac. Црква Св. Никола Летен, pot. Потопената црква, pol. Zatopiona cerkiew) – ruina prawosławnej cerkwi św. Mikołaja zlokalizowana w północnomacedońskiej wsi Mawrowo (gmina Mawrowo-Rostusza, połoski region statystyczny).

## Historia
Świątynia stanowi jedną z głównych atrakcji Parku Narodowego Mawrowo. W 1953 została zalana wodami sztucznego zbiornika (budowa rozpoczęła się w 1952), zbudowanego na potrzeby elektrowni Mawrowo. Ze względu na zmienny poziom wód sztucznego jeziora, w różnych okresach i porach roku budynek pozostaje zalany lub stoi na suchym lądzie. Od początku XXI wieku, z uwagi na suszę, z reguły pozostaje dostępny dla zwiedzających, którzy nadal się tutaj modlą i zapalają świece.
Obiekt o skromnej formie został zbudowany w 1857 (lub 1850) na ówczesnych polach wsi Mawrowo. Wzniesiono go z marmuru i granitu, wraz z marmurowym ołtarzem oraz ikonostasem (zachowanym) i ikonami autorstwa Dicho Zografa. Ikony i inne elementy wyposażenia przeniesiono do nowej cerkwi pod tym samym wezwaniem, położonego nieco na północ od zatopionej. W początku XXI wieku planowano otoczenie świątyni murem, który zapewniłby jej ochronę przed wodami jeziora, jednak ostatecznie zrezygnowano z tego pomysłu. Później zaprezentowano projekt koncepcyjny rewitalizacji terenu, stworzony przez studio „Teatrix” ze Skopje, którego celem jest ożywienie pamięci o budowli, odtworzenie jej i zaadaptowanie na centrum kulturalne.
Amerykański portal „Huffington Post” umieścił cerkiew na liście najpiękniejszych opuszczonych świątyń świata.

## Galeria

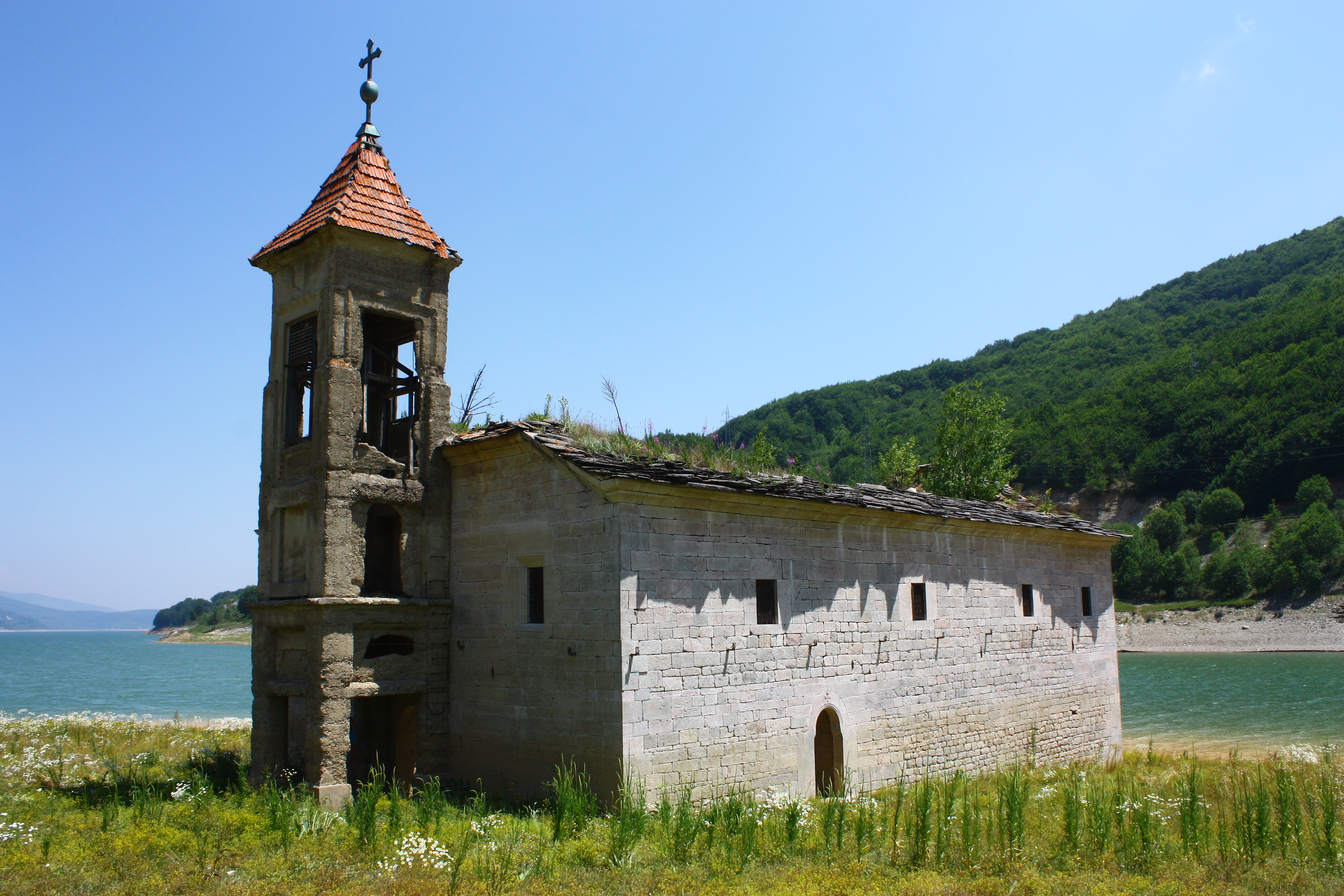
Budynek przy niskim stanie wód
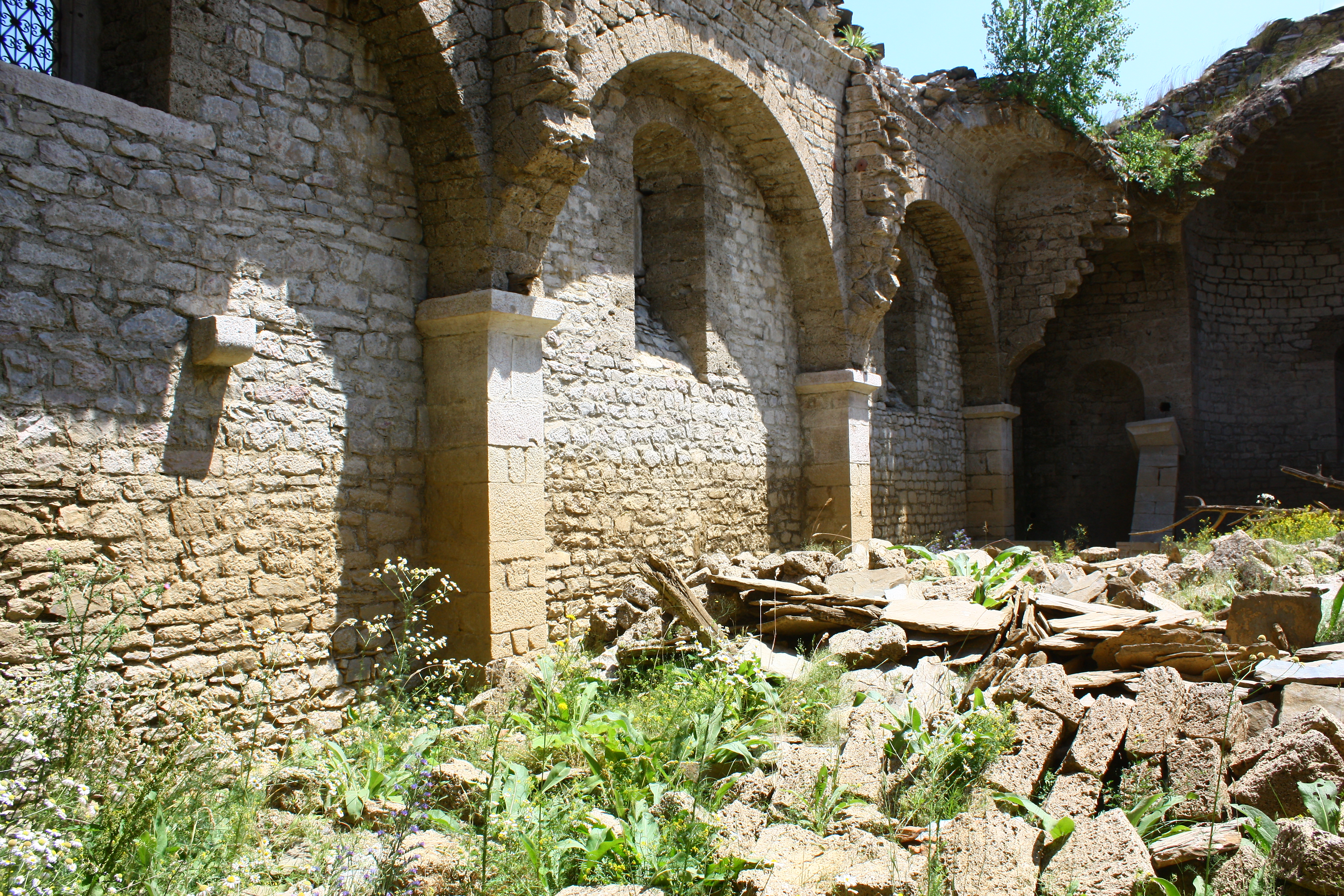
Fragment wnętrza
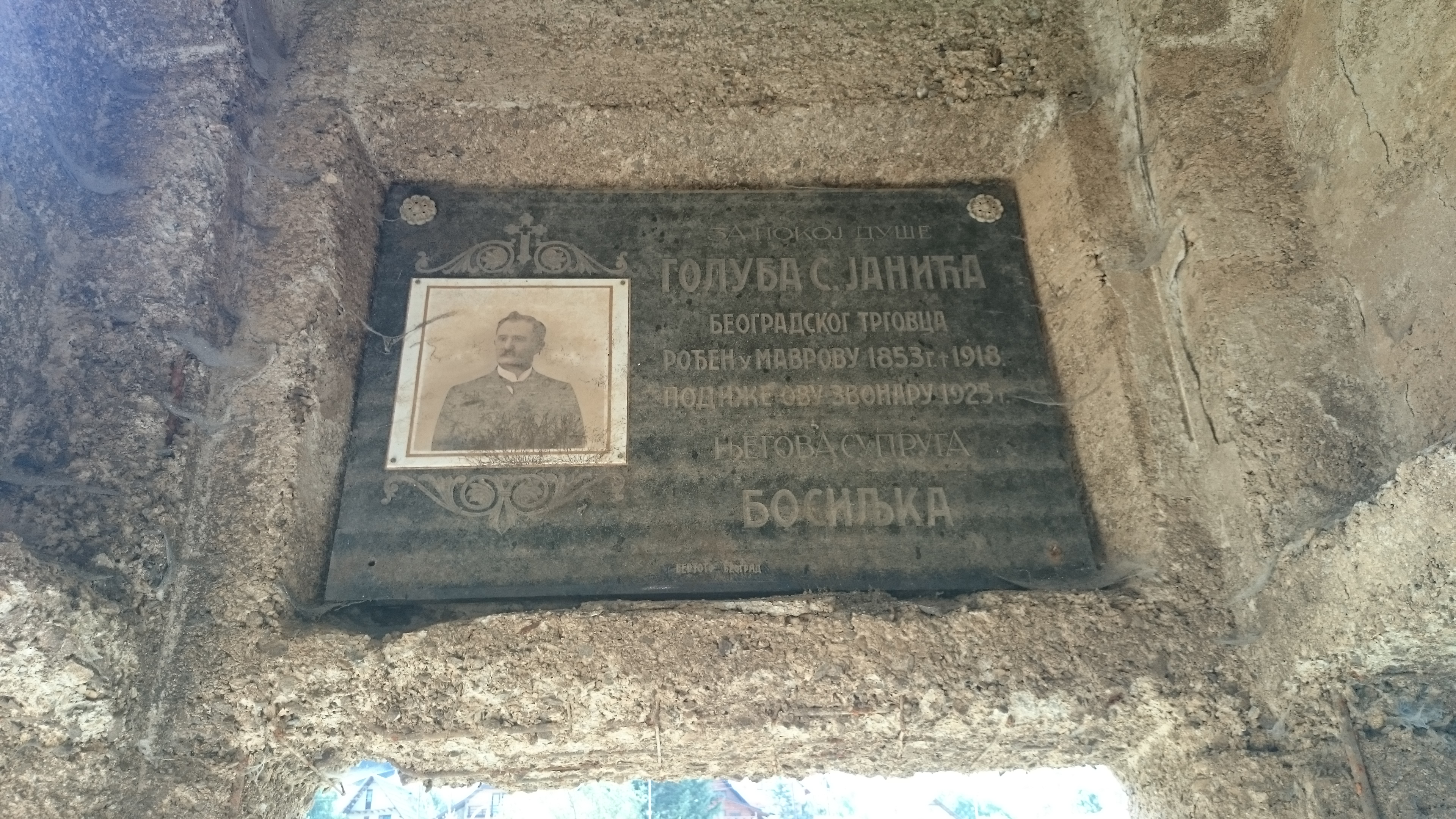
Tablica pamiątkowa